# Nguyễn Văn Song
Nguyễn Văn Song (1923 – 2005) là một trong bảy Anh hùng Lực lượng vũ trang nhân dân đầu tiên của Quân đội Nhân dân Việt Nam.

## Cuộc đời
Nguyễn Văn Song sinh năm 1923 tại xã Thới Hòa, huyện Bến Cát, tỉnh Sông Bé. Sau khi Cách mạng Tháng Tám thành công chưa đầy 1 tháng, quân đội Pháp quay lại xâm lược miền Nam Việt Nam. Nguyễn Văn Song tham gia vào quân đội cảm tử ở địa phương từ tháng 9 năm 1945. Tháng 2 năm 1947, ông bị quân Pháp bắt giữ, tra tấn và lên kế hoạch xử bắn nhưng ông đã trốn thoát. Đến tháng 3 năm 1948, ông tham gia vào Đại đội 11 thuộc Trung đoàn 301. Tuy nhiên vì bị ảnh hưởng bởi sự tra tấn, lại hoạt động trong hoàn cảnh thiếu thốn thuốc men, ảnh hưởng nặng nề đến sức khỏe, ông được đơn vị cho về nhà nghỉ ngơi 6 tháng từ tháng 2 năm 1950. Sau khi hết thời gian nghỉ phép, ông lại mất liên lạc với đơn vị, nên tiếp tục tham gia đơn vị chiến đấu ở địa phương.
Trong nhiều năm hoạt động tại địa phương, ông đã tham gia hơn 30 trận chiến, tự tay đốt cháy 12 xe vận tải của quân Pháp, thu được nhiều súng. Từ năm 1950 đến 1954, ông là đội trưởng đội du kích ở địa phương. Năm 1952, ông được bầu là chiến sĩ giết giặc xuất sắc của tỉnh. Đến tháng 5 cùng năm, trong Đại hội liên hoan Anh hùng và Chiến sĩ thi đua toàn quốc lần thứ nhất, ông được tặng thưởng Huân chương Quân công hạng 3 và không lâu sau thì được phong tặng danh hiệu Anh hùng quân đội. Ông trở thành 1 trong 7 Anh hùng Lực lượng vũ trang nhân dân đầu tiên của Quân đội Việt Nam.

## Đời tư
Nguyễn Văn Song từng có một cuộc hôn nhân trước năm 1954 và có 3 người con. Sau khi tập kết ra Bắc được vài năm thì vợ ông qua đời ở miền Nam vì bom đạn. Một thời gian sau, ông kết hôn với người vợ thứ hai là Phan Thị Lý, người ở Thái Bình.